# Fiks Fare
Fiks Fare ist eine Fernsehshow auf dem albanischen Sender Top Channel.
Die Sendung behandelt mit satirischen und investigativen Mitteln politische und soziale Missstände in Albanien. Sie wird während der Woche um 20.10 Uhr ausgestrahlt. Die Erstausstrahlung war am 19. Dezember 2002.
Die aktuellen Moderatoren sind Devis Muka als „Devi“ und Dorian Ramaliu als „Dori“; vormals waren dies Gent Pjetri als „Doktori“ und Fiori Dardha. Zum Rahmenprogramm gehören zwei akrobatisch tanzende junge Frauen, die in einem speziellen Casting ausgewählt werden. Bekannte Gäste waren unter anderem der ehemalige US-amerikanische Botschafter in Albanien, Alexander Arvizu, und Ex-Präsident Bamir Topi.
Die Sendung gilt als regierungskritisch und ist bei Albaniens Politikern gefürchtet. Sie enthüllte, dass Albaniens ehemaliger Kulturminister Ylli Pango jungen Frauen für sexuelle Gefälligkeiten Jobs anbot. Im Januar 2011 beschlagnahmte eine von der Demokratischen Partei eingesetzte Parlamentskommission Aufzeichnungen des Direktors der Sendung, Filip Cakulli. Nach Ausschreitungen mit mehreren Toten wurde ihm vorgeworfen, an einer Verschwörung für einen Staatsstreich beteiligt gewesen zu sein. Albaniens damaliger Regierungschef Sali Berisha hatte ihn und andere Journalisten bereits vorher verbal angegriffen.